# Spaltlippen
Die weltweit verbreiteten Spaltlippen (Lophodermium) bilden mit über 145 beschriebenen Arten die größte Gattung der Schlauchpilz-Familie der Runzelschorfverwandten (Rhytismataceae). Die Gattung enthält sowohl saprophytische, also auf totem Pflanzenmaterial lebende, als auch parasitische Arten.

## Merkmale
Spaltlippen bilden als Fruchtkörper immer ein sogenanntes Hysterothecium, das im Wirtsgewebe eingebettet ist und sich mit einem schmalen lippenförmigen Spalt öffnet. Der reife Fruchtkörper ist nach innen zum Hymenium hin abgegrenzt und immer länger als breit, manchmal oval, im typischen Fall aber lippenartig.
Die Asci besitzen in der Regel 8 hyaline, unseptierte Sporen, die manchmal gewunden oder gewendelt sind, und sind immer viel länger als breit, je nach Art variiert ihr Länge-Breite-Verhältnis zwischen 10:1 und 15:1. Spaltlippen besitzen unverzweigte längliche Paraphysen.

## Ökologie und Verbreitung
Die Spaltlippen leben hauptsächlich saprophytisch, zum Teil auch parasitisch auf verschiedenen Pflanzen. Besiedelt werden Wirte aus zahlreichen Pflanzenfamilien, besonders viele Arten leben aber auf verschiedenen Kieferngewächsen mit mehr als 20 verschiedenen Arten, aber auch auf Süßgräsern und Heidekrautartigen. Oft sind sie wirtspezifisch und an eine Art oder eine bestimmte Gattung gebunden. Manche, besonders die Arten, die Süßgräser besiedeln, können aber auch mehrere Pflanzengattungen befallen. Forstwirtschaftlich bedeutend ist vor allem Lophodermium seditiosum, der Erreger der Kiefernschütte, der auf Kiefernadeln lebt. In der Literatur wird oft auch Lophodermium pinastri als deren Erreger angegeben, da er ebenfalls Kiefernadeln besiedelt, allerdings ist inzwischen nachgewiesen, dass er saprophytisch lebt.

## Arten
Weltweit sind 145 Arten bekannt. Die Datenbank der Pilze Österreichs listet 12 Arten. 
| Spaltlippen (Lyphodermium) in Europa |                                                            |                          |
| \| Deutscher Name \| Wissenschaftlicher Name \| Autorenzitat \| \| ----------------------- \| ---------------------------------------------------------- \| ------------------------ \| \| \| Lophodermium alpinum \| Rehm \| \| Pfeifengras-Spaltlippe \| Lophodermium apiculatum \| (Wormsk. : Fr.) Sacc. \| \| Schilf-Spaltlippe \| Lophodermium arundinaceum \| (Schrad. : Fr.) Chevall. \| \| \| Lophodermium gramineum \| (Fr.) Chevall. \| \| Binsen-Spaltlippe \| Lophodermium juncinum \| (Jaap) Terrier \| \| Wacholder-Spaltlippe \| Lophodermium juniperinum \| (Fr.) De Not. \| \| Heidelbeer-Spaltlippe \| Lophodermium maculare \| (Fr.) De Not. \| \| Tannennadel-Spaltlippe \| Lophodermium nervisequum (=Lirula nervisequa (DC.) Darker) \| (DC.) Fr. \| \| \| Lophodermium paeoniae \| Rehm \| \| Fichtennadel-Spaltlippe \| Lophodermium piceae \| (Fuckel) Höhn. \| \| Kiefernnadel-Spaltlippe \| Lophodermium pinastri \| (Schrad. : Fr.) Chevall. \| \| \| Lophodermium seditiosum \| Minter, Staley & Millar \| |                                                            |                          |
| Deutscher Name | Wissenschaftlicher Name                                    | Autorenzitat             |
| | Lophodermium alpinum                                       | Rehm                     |
| Pfeifengras-Spaltlippe | Lophodermium apiculatum                                    | (Wormsk. : Fr.) Sacc.    |
| Schilf-Spaltlippe | Lophodermium arundinaceum                                  | (Schrad. : Fr.) Chevall. |
| | Lophodermium gramineum                                     | (Fr.) Chevall.           |
| Binsen-Spaltlippe | Lophodermium juncinum                                      | (Jaap) Terrier           |
| Wacholder-Spaltlippe | Lophodermium juniperinum                                   | (Fr.) De Not.            |
| Heidelbeer-Spaltlippe | Lophodermium maculare                                      | (Fr.) De Not.            |
| Tannennadel-Spaltlippe | Lophodermium nervisequum (=Lirula nervisequa (DC.) Darker) | (DC.) Fr.                |
| | Lophodermium paeoniae                                      | Rehm                     |
| Fichtennadel-Spaltlippe | Lophodermium piceae                                        | (Fuckel) Höhn.           |
| Kiefernnadel-Spaltlippe | Lophodermium pinastri                                      | (Schrad. : Fr.) Chevall. |
| | Lophodermium seditiosum                                    | Minter, Staley & Millar  |

## Systematik
Wie in vielen umfassenden Gattungen war die Abgrenzung bis vor kurzem nicht klar. In einer aktuellen molekularbiologischer Untersuchung der Rhytismatales wurde die Polyphylie der Ordnung nachgewiesen, wodurch sie neu umschrieben werden musste. Auch Lophodermium ist polyphyletisch und verschiedene Arten wurden in allen drei Hauptklades gefunden. Die Typusart Lophodermium arundinaceum bildet zusammen mit den meisten grasbewohnenden Arten einen gut unterstützten Klade. Diese recht gut untersuchte Gruppe ist morphologisch homogen und sollte als Lophodermium  sensu stricto betrachtet werden. Die mit Kiefern und Wacholder assoziierten Arten bilden ebenfalls einen Klade, dennoch bedarf es noch weiterer Untersuchungen, um die Taxonomie dieser Arten endgültig zu klären.